# Anosia artenice
Anosia artenice är en fjärilsart som beskrevs av Pieter Cramer 1781. Anosia artenice ingår i släktet Anosia och familjen praktfjärilar. Inga underarter finns listade i Catalogue of Life.